# 越南共和國空降師

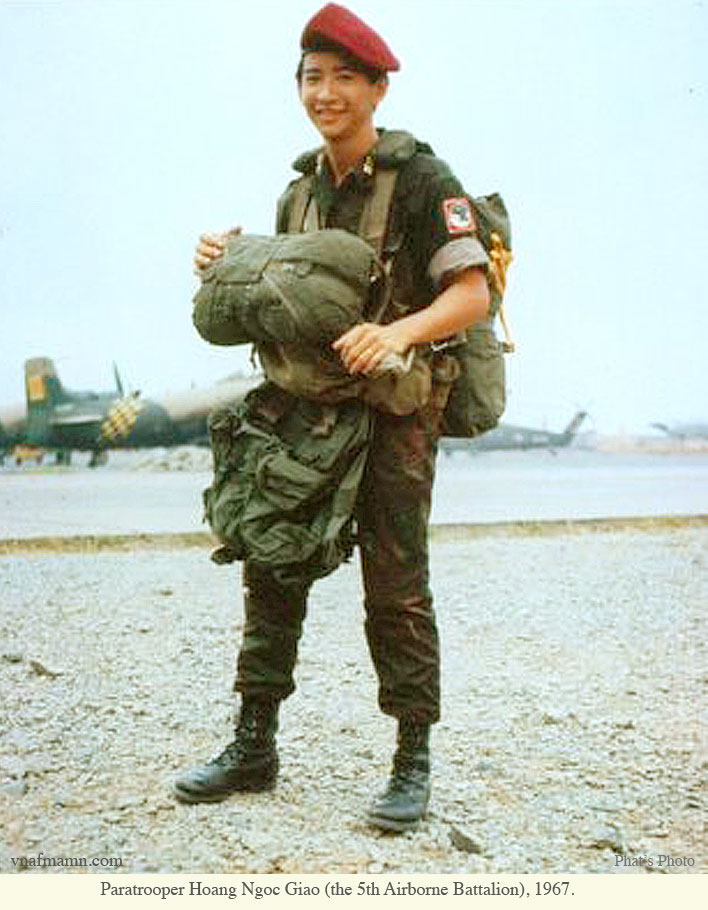
傘兵黃玉教（第5空降營），1967年

越南共和國空降師（越南语：／），簡稱空降兵（越南语：／；）是越南共和國軍（南越軍）中的精銳部隊及最早創立的部隊之一，最初是源自於數個組建於1948年的連級單位。越南分裂後，則成為南越陸軍的一部分。
南越空降師的指揮部設於首都西貢外圍，具有在南越四大軍區內進行機動調度的能力，主要任務是對越南人民軍（北越軍）或越共遊擊隊交戰或進行破壞任務。曾參與1968年順化戰役中的攻城行動，1975年西貢陷落之前，曾經負責首都防線和重要設施的守衛任務。

## 外部連結
- The War: Belfries & Red Berets （页面存档备份，存于）
- Angels in Red Hats （页面存档备份，存于） by General Barry R. McCaffrey
- The Vietnamese Airborne Division and Their Advisors （页面存档备份，存于）
- Red Berets of South Vietnam （页面存档备份，存于） Video
- Family photos of Red Berets